# Allée Verhaeren
L'allée Verhaeren est une voie du 14e arrondissement de Paris, en France.

## Situation et accès
L'allée Verhaeren est une voie privée située dans le 14e arrondissement de Paris. Elle débute au 23 ter, rue Jean-Dolent et se termine en impasse.
Elle est desservie par la ligne 6 à la station Saint-Jacques.

## Origine du nom
Cette voie porte le nom du poète belge Émile Verhaeren (1855-1916). 

## Historique
L'allée Verhaeren fait partie d'un ensemble dont l'origine est un terrain rectangulaire le long de la rue Humboldt, actuelle rue Jean-Dolent, avec entrée et bâtiments datant de 1827 sur la partie de la rue du Faubourg-Saint-Jacques proche de la limite de Paris, jusqu'à l'annexion des territoires limitrophes en 1860.
L’éditeur-libraire Edmond-Louis Marchal et son beau-frère Gérard Cosse, héritiers de ce terrain, firent construire en 1863, le long de la rue Humboldt, un immeuble de trois étages comprenant au rez-de-chaussée huit ateliers d’artistes avec verrières, en 1866, un hôtel particulier où logèrent les époux Cosse et un pavillon de gardien entre ces deux immeubles. Une allée nommée « Mistral » puis « Verhaeren » fut tracée à l’arrière de ces immeubles et huit pavillons reliés deux à deux, précédés de jardins, furent construits en 1871 au sud de cette allée. Les anciennes maisons sur la rue du Faubourg-Saint-Jacques étaient occupées par des boutiques et des logements ouvriers.
L’ensemble fut vendu en 1926 à un marchand de biens qui fit construire des immeubles de rapport rue de la Tombe-Issoire à la place des maisons de 1827, condamnant ainsi l'entrée à l'allée, et un bâtiment à la place du pavillon de gardien. Les autres éléments de l’ensemble furent préservés.
Cette voie est dénommée en 1932.